# Soli Deo gloria

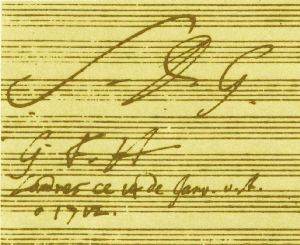
Acronimo composto con le iniziali di Soli Deo gloria alla fine di un manoscritto di Händel

Soli Deo gloria è una locuzione latina che significa "Gloria solo a Dio" oppure "Gloria a Dio solamente". È stato utilizzato da compositori come Johann Sebastian Bach, George Frideric Händel e Christoph Graupner per indicare che l'opera è stata realizzata per lodare Dio. La frase è diventata una delle cinque sola proposte per riassumere le convinzioni fondamentali dei riformatori durante la Riforma protestante iniziata da Martino Lutero. Può essere inteso anche come relativo protestante del cattolico "Laus Deo", utilizzato ad esempio da Scarlatti e Pergolesi alla fine delle loro opere.
È stato utilizzato anche dai monaci degli ordini monastici cistercensi e trappisti come saluto finale nei loro epistolari.
Tale dottrina indica che tutto è fatto per la gloria di Dio, escludendo l'autoglorificazione e l'orgoglio dell'umanità. Questo perché i cristiani devono essere motivati e ispirati dalla gloria di Dio e non dalla propria.